# S.A.R.S.

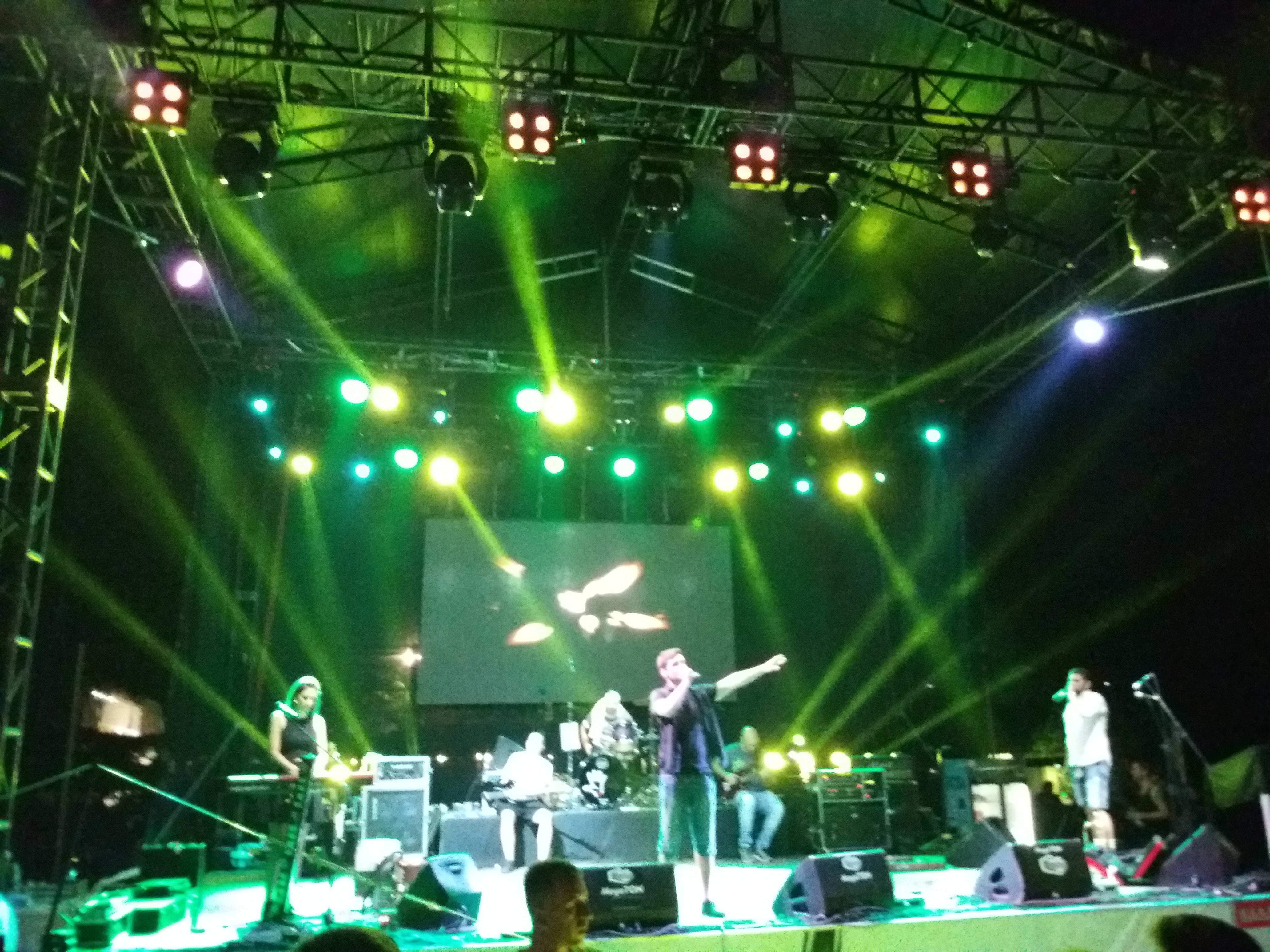
S.A.R.S. na koncercie we Vladičin Han (2017)

Sveže amputirana ruka Satrijanija (w skrócie S.A.R.S.) – serbski zespół muzyczny z Belgradu. Ich muzyka to wyjątkowe połączenie popu, rocka, reggae, hip-hopu i bluesa oraz elementów tradycyjnego serbskiego folku.

## Historia
W marcu 2006 roku w Belgradzie zespół założyli Aleksandar Luković Lukac i Dragan Kovačević Žabac. Pierwszy skład grupy stanowili: Žarko Kovačević Žare (wokal), Dragan Kovačević Žabac (wokal), Vladimir Popović Hobbo (wokal), Aleksandar Luković Lukac (gitara), Miloš Kovačević Kriva (gitara basowa), Branislav Lučić Beban (cymbałki), Goran Mladenović Japanac (perkusja) i Ivana Blažević Violina (skrzypce). Wszyscy członkowie zespołu wywodzili się z różnych środowisk muzycznych oraz mieli różne zainteresowania. W wyniku połączenia rozmaitych kierunków i pomysłów powstało wyjątkowe brzmienie i styl zespołu. Po kilku mniejszych koncertach w belgradzkich klubach i występie w KST (Klub Studenata Tehnike) w Niszu, zespół przeżył kryzys. Na początku 2008 roku, basista Kriva poszedł do wojska, a perkusista Japanac i skrzypaczka Violina opuścili skład i z tego powodu S.A.R.S. tymczasowo zawiesił działalność. 
W tym okresie przyjaciel zespołu (Siniša-kum), zaznajomiony z jego twórczością, ściągnął jedną piosenkę z ich oficjalnego profilu na portalu Myspace i stworzył teledysk do utworu Buđav lebac, po czym wstawił go na serwis YouTube. 
Piosenka Buđav lebac osiąga nieprawdopodobnie wielką popularność na terytorium Serbii i byłej Jugosławii. Budjav lebac jest najczęściej słuchanym utworem na YouTubie na serbsko-chorwackim obszarze językowym (wyłączając turbofolk). Sukces i akceptacja piosenki Buđav lebac stanowi szczególny fenomen socjologiczny i kulturowy. Szczególnie biorąc pod uwagę, że mowa tu o całkowicie anonimowym zespole, bez wsparcia finansowego i klasycznej pomocy medialnej. Buđav lebac jest piosenką zespołu alternatywnego, undergroundowej sceny, której jedyne medium prezentowania swojej twórczości stanowił Internet.
Fenomen utworu  zachęcił pozostałych członków zespołu do ponownego zjednoczenia i kontynuowania nagrywania materiału demo w studiu Resnička laboratorija zvuka. Jedno z tych nagrań – demo piosenki Ratujemo Ti i ja, zostało umieszczone w Internecie. Do składu grupy przyłączyli się również nowi członkowie: Miloš Bakalović - Bakal (perkusja) i Boris Tasev - Bora (pianino, harmonijka).

## Pierwszy albumS.A.R.S.
Pod koniec 2008 roku zespół otrzymał ofertę nagrania albumu dla państwowego wydawnictwa PGP RTS. Pierwszą płytę, przy wsparciu producenta Đorđe Miljenovicia (Skaj Vikler), ukończono w kilka miesięcy i opublikowano w marcu 2009 roku. Teksty piosenek napisali Žabac i Hobbo, natomiast za muzykę i aranżację odpowiadali Žarko, Lukac, Skaj Vikler i pozostali członkowie grupy. Wśród gości tego wydania pojawiają się również: multi-instrumentalista Nemanja Kojić - Kojot (Eyesburn), multi-instrumentalista Aleksandar Sale Sedlar Bogoev, saksofonista Nemanja Demonja, perkusista Vladan Rajović Vlada. W tym samym czasie co album ukazał się animowany spot do utworu Budjav lebac, stworzony przez serbskiego ilustratora Aleksa Gajicia. Wkrótce album S.A.R.S. doczekał się reedycji wydanej przez wydawnictwo Zmex. 
S.A.R.S. otrzymał nagrodę dla muzycznego odkrycia 2008 roku przyznaną przez TV Metropolisa. Zdobył też dwie nagrody publiczności: dla najlepszego debiutanta i za najlepszy singiel 2008 roku w głosowaniu organizowanym przez magazyn internetowy Popboks. Jednak, zaledwie dwa miesiące później, dziennikarz tego samego magazynu ocenił debiutancki album grupy S.A.R.S. jako „cienką warstwę prost(acki)ego humoru i taniego eksperymentowania rozmazaną na grubym kawałku niczego”. Na stronie internetowej portalu b92 swoją recenzję opublikował również Uroš Milovanović. 
Serbska pływaczka Nađa Higl przed finałowym wyścigiem na 200 m stylem klasycznym w Rzymie w 2009 roku, w którym ustanowiła rekord Europy i została mistrzynią świata, nuciła sobie piosenkę Buđav lebac. Później, w trakcie powitania mistrzyni przed budynkiem starego parlamentu, publika skandowała refren utworu a podczas uroczystości powitalnych zorganizowanych w jej rodzinnym Pančevie wystąpiła grupa S.A.R.S., do której na koncercie przyłączyła się i sama Nađa. 

## Zmiany składu
W czerwcu 2009 roku nastąpiły wielkie zmiany w składzie zespołu. Hobbo, Kriva, Beban i Bakal odeszli z grupy, ale S.A.R.S. zyskał też nowych członków: Nenad Đorđević - Đole (gitara basowa), Tihomir Hinić - Tihi (perkusista), Petar Milanović - Pera (saksofon) i Sanja Lalić (chórki). Byli członkowie  kontynuowali współpracę w nowym zespole pod nazwą VHS (Very Heavy S.A.R.S.). 
W tym czasie pojawił się teledysk do utworu Debeli lad, w którym po raz pierwszy szerszej publice pokazali się członkowie grupy. W listopadzie 2009 roku ukazał się trzeci z rzędu wideoklip - do piosenki Rakija. S.A.R.S. wystąpił z utworami Budjav lebac i Rakija w programie „Fajront republika” na kanale FOX. Wziął też udział w festiwalu "Raskršće", przy okazji którego wydaje utwór Perspektiva. Tę samą piosenkę zespół zaprezentował na festiwalu w Prijedorze. Jednak dopiero 16 stycznia 2012 roku S.A.R.S. opublikował wersję studyjną i teledysk do tego utworu. 

## Pierwsza trasa koncertowa
Już w październiku 2009 roku zespół rozpoczął swoją pierwszą wielką trasę koncertową. Najpierw zagrał 23 października w hali sportowej w miejscowości Velika Plana. Kolejne koncerty odbyły się: 29 października w Centrum kultury w Smederewie, 31 października w klubie „Nirvana” w Kikindzie, 6 listopada w „Privilidž klubie” w Tuzli, 7 listopada w zagrzebskim „Koloseum” i 20 listopada w „Dom železnjičara” w Sarajewie. 28 listopada odbył się wielki koncert w belgradzkim Domie młodzieży, który zakończył trasę. 

## Drugi albumPerspektiva
Drugi studyjny album został opublikowany o północy 31 grudnia 2010 roku. Można go było bezpłatnie pobrać z lokalnych i regionalnych stron MTV. W trzy miesiące pobrano go blisko 50 tys. razy, co w tamtym momencie było wielkim sukcesem. Pierwszym singlem była piosenka To rade autorstwa Stefana Tarany, do której S.A.R.S. nagrał teledysk premierowo opublikowany 21 lutego 2011 roku. Obok piosenki To Rade nagrano również spot do utworu Mir i ljubav.

## Dyskografia

### Albumy studyjne
- S.A.R.S. (2009)
- Perspektiva (2011)
- Kuća časti (2013)
- Ikone pop kulture (2014)
- Proleće (2015)
- Poslednji album (2016)

### Albumy koncertowe
- Mir i ljubav (2015)

### Single
- Živim na Balkanu (2017)
- Ljubav umire (2018)
- Teško je (2018)